# Bourbourg
Bourbourg är en kommun i departementet Nord i regionen Hauts-de-France i norra Frankrike. Kommunen ligger i kantonen Bourbourg som tillhör arrondissementet Dunkerque. År 2022 hade Bourbourg 6 958 invånare.

## Befolkningsutveckling
Antalet invånare i kommunen Bourbourg
| Referens: INSEE |